# Багатокорпусне судно

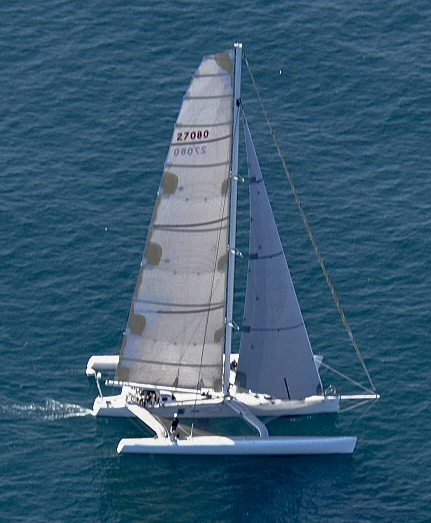
Тримаран

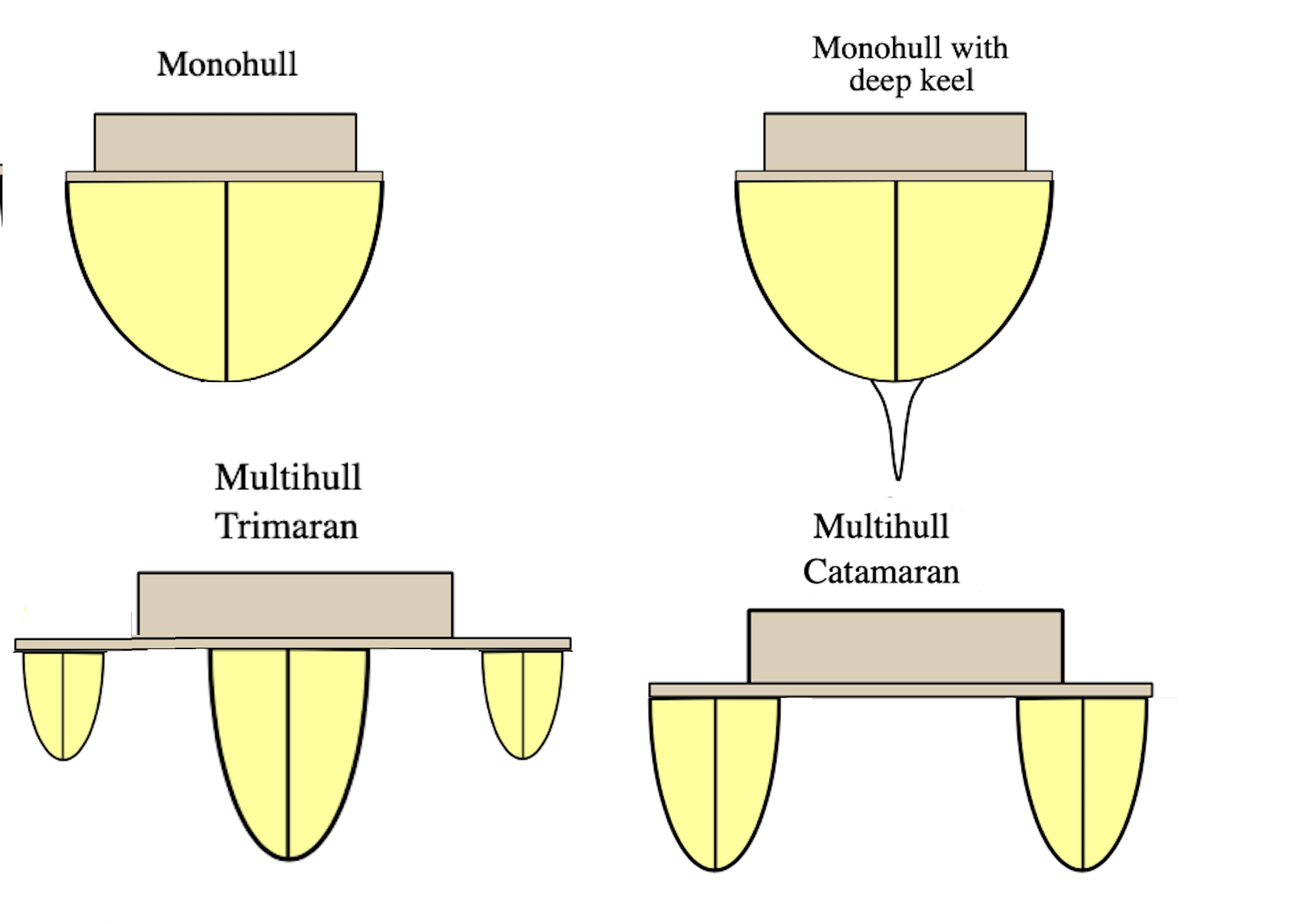
Співвідношення між однокорпусними та багатокорпусними суднами

Багатокорпусні човни — човни або судна, які мають не один, а кілька корпусів, розташованих паралельно один одному. Оскільки наявність декількох корпусів призводить до суттєвого покращення остійності (стійкості до перекидання) судна, це дозволяє відмовитися від баласту чи баластного кіля (фальшкіля), які використовуються для покращення остійності на однокорпусних суднах. Завдяки досягнення остійності судна за рахунок кількості корпусів, самі ці корпуси конструктивно можуть бути дуже вузькими, навіть при наявності високих щогл з великою площею вітрил, що забезпечує величезний потенціал для збільшення швидкості.
Розрізняють:
Катамарани: два симетричних корпусу, вітрила дуже вертикальні та швидкі, часто мають багато місця.
Тримарани: основний корпус, вузькі аутригерні корпуси праворуч і ліворуч: вітрила дуже швидкі, але не настільки вертикальні, як катамаран, місця під палубою значно менше, ніж у катамаранів і однокорпусних яхт.
Проа або аутригерні каное: асиметрична конструкція: два корпуси, один більший за інший. Розрізняють атлантичну проа та полінезійську проа залежно від того, щогла та вітрило навітряні чи підвітряні. Човном ведуть так, щоб один і той самий корпус завжди був навітряним, а інший — з підвітряного боку. На відміну від звичайних човнів, галс / форяк виконується не проходженням вітру носом або кормою, а шляхом міняння передньої та задньої частини: після повороту галс човен повертається навпаки.
Човни з більш ніж трьома корпусами (тетрамаран, пентамаран) зустрічаються дуже рідко.